# Adeline Dieudonné
Adeline Dieudonné (Bruxelles, 12 ottobre 1982) è una scrittrice belga.

## Biografia
Adeline Dieudonné è una scrittrice belga. È nota soprattutto per il suo romanzo d'esordio La Vraie Vie (2018), che ha vinto numerosi Premi letterari nel mondo francofono e italiano, tra cui:
- Prix du Roman FNAC, 2018
- Prix Rossel, 2018
- Prix Renaudot des lycéens
- Prix Goncourt―Le Choix de la Belgique, 2018
- Prix des Étoiles du Parisien
- Prix Première Plume, 2018
- Prix Filigrane, 2018

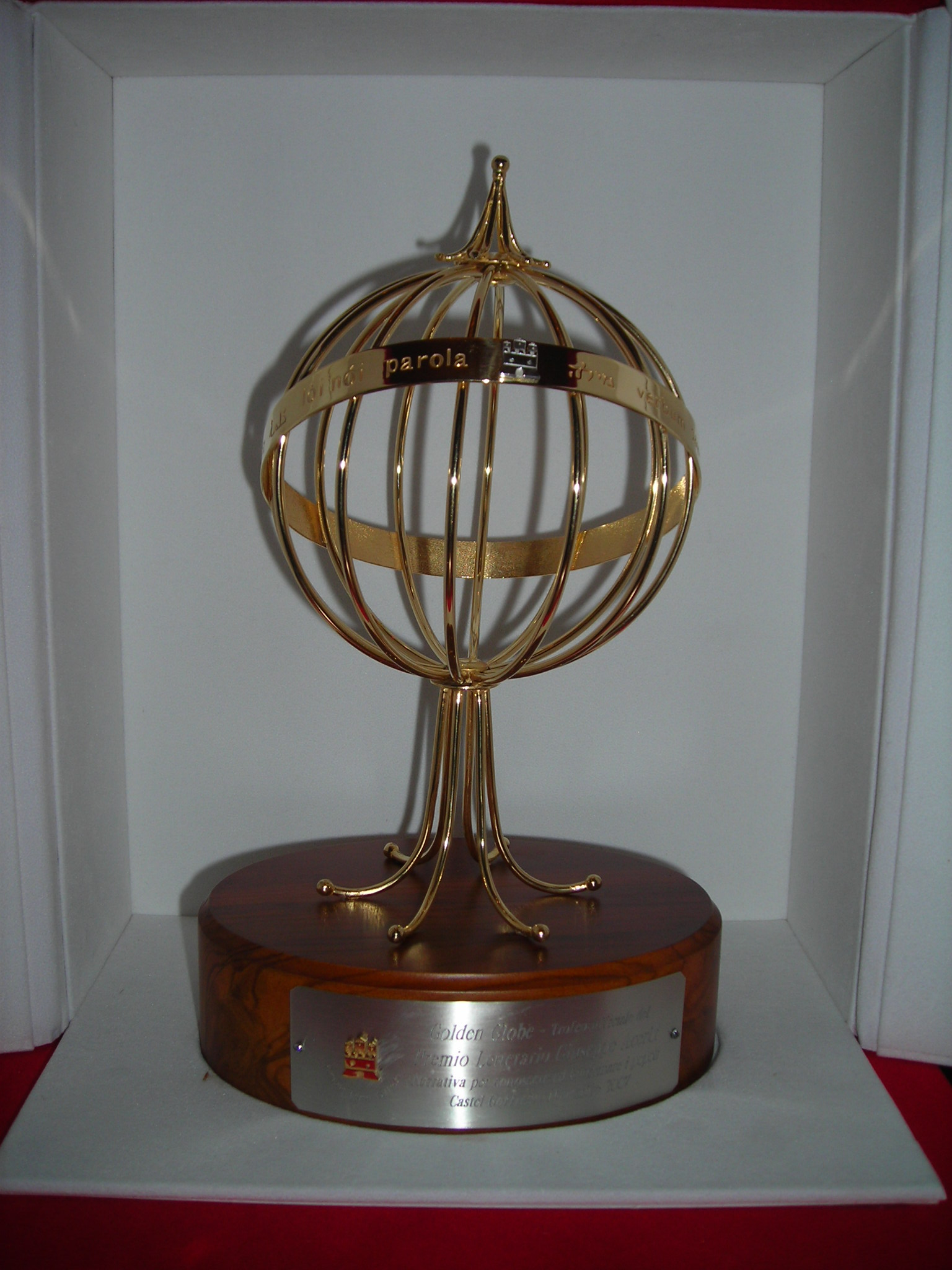
Premio letterario Giuseppe Acerbi.

- Premio letterario Giuseppe Acerbi (Italia), 2022.

Dieudonné vive a Bruxelles dove si esibisce anche come stand-up comedy.

## Opere

### Romanzi
- La Vita Vera, 2018, Solferino Libri